# Bibliothek des Hauses Usher

Die 26 Bände der Bibliothek des Hauses Usher.

Die Bibliothek des Hauses Usher war eine Buchreihe des Insel Verlages, in der ein breites Spektrum unheimlicher und phantastischer Literatur vorgestellt wurde. Herausgegeben von Kalju Kirde erschienen zwischen 1969 und 1975 insgesamt 26 Bände internationaler, bis auf drei Ausnahmen (Stefan Grabiński, Thomas Owen und Jean Ray) englischsprachiger Autoren.
Der Name der Reihe geht auf die Erzählung Der Untergang des Hauses Usher von Edgar Allan Poe zurück.

## Besonderheiten
Einen Schwerpunkt der Reihe bildeten Geister- und Horrorgeschichten der englischsprachigen Phantastik, etwa von Howard Phillips Lovecraft, der mit vier, und Algernon Blackwood, der mit drei Bänden vertreten war. Weitere Autoren dieses Literaturbereichs waren der von Lovecraft beeinflusste und von ihm gelobte Clark Ashton Smith und William Hope Hodgson mit zwei Bänden sowie Lord Dunsany, Arthur Machen und Edgar Allan Poe mit jeweils einem Band. Ein Novum bildete die Übersetzung von Erzählungen des Polen Stefan Grabiński und der Belgier Jean Ray und Thomas Owen.
Viele der Übersetzungen aus dem Englischen stammen von Friedrich Polakovics, weitere Übersetzer sind Rein A. Zondergeld, Rudolf Hermstein, Jörg Krichbaum, Wulf Teichmann, Traude Dienel, sowie Arno Schmidt und Hans Wollschläger.
Die Bibliothek des Hauses Usher kann als Pendant zur achtbändigen Galerie der Phantasten betrachtet werden, die Anfang des 20. Jahrhunderts erschien und in der Werke von E.T.A. Hoffmann, Edgar Allan Poe, Honoré de Balzac, Alfred Kubin und Hans Heinz Ewers veröffentlicht wurden.
Die überwiegend auf hellgrünem Papier gedruckten Bücher sind mit surrealistisch anmutenden Schutzumschlägen von Ute und Hans Ulrich Osterwalder versehen.
Als ergänzendes Gegenstück aus dem Bereich der Science-Fiction erschienen im Insel Verlag zwischen 1971 und 1975 die 15 von Franz Rottensteiner herausgegebenen Bände der Phantastischen Wirklichkeit – Science Fiction der Welt.
Beide bibliophilen Reihen sind heute vergriffen und werden von Sammlern gesucht.

## Entwicklung und Bedeutung
Die Bibliothek des Hauses Usher trug zur Popularisierung des Genres im deutschen Sprachraum bei, einige bedeutende Erzähler phantastischer Literatur wurden hier zum ersten Mal in Deutschland einem breiteren Publikum vorgestellt.
Es waren zwar bereits 1965 im Heyne Verlag Erzählungen des als „Geheimtipp“ geltenden Howard Phillips Lovecraft veröffentlicht worden, und 1968 war eine von H. C. Artmann übersetzte Sammlung seiner heute sehr bekannten Geschichten unter dem Titel Cthulhu erschienen, die eigentliche Rezeption des Werkes Lovecrafts in Deutschland begann aber erst mit der Bibliothek des Hauses Usher.
Sämtliche Titel der Reihe wurden später als Taschenbücher in der Phantastischen Bibliothek des Suhrkamp Verlags nachgedruckt.

## Liste der Titel
| Bd. | Autor                     | Titel                                                  | Übersetzer                                          | Nachwort           | Jahr |
| --- | ------------------------- | ------------------------------------------------------ | --------------------------------------------------- | ------------------ | ---- |
| 01  | Ambrose Bierce            | Das Spukhaus                                           | Gisela Günther, Karl Bruno Leder & Anneliese Strauß |                    | 1969 |
| 02  | Algernon Blackwood        | Das leere Haus                                         | Friedrich Polakovics                                |                    | 1969 |
| 03  | Algernon Blackwood        | Besuch von Drüben                                      | Friedrich Polakovics                                |                    | 1970 |
| 04  | Algernon Blackwood        | Der Griff aus dem Dunkel                               | Friedrich Polakovics                                |                    | 1973 |
| 05  | Walter de la Mare         | Aus der Tiefe                                          | Traude Dienel & Elizabeth Gilbert                   |                    | 1972 |
| 06  | August Derleth            | Auf Cthulhus Spur                                      | Willy Thaler                                        |                    | 1972 |
| 07  | Lord Dunsany              | Das Fenster zur anderen Welt                           | Friedrich Polakovics                                |                    | 1971 |
| 08  | Stefan Grabiński          | Das Abstellgleis                                       | Klaus Staemmler                                     |                    | 1971 |
| 09  | Stefan Grabiński          | Dunst                                                  | Klaus Staemmler                                     | Marek Wydmuch      | 1974 |
| 10  | William Hope Hodgson      | Stimme in der Nacht                                    | Wulf Teichmann                                      |                    | 1970 |
| 11  | William Hope Hodgson      | Das Haus an der Grenze                                 | Traude Dienel                                       |                    | 1973 |
| 12  | Joseph Sheridan Le Fanu   | Ein Bild des Malers Schalken                           | Friedrich Polakovics                                | Rein A. Zondergeld | 1973 |
| 13  | Joseph Sheridan Le Fanu   | Der besessene Baronet                                  | Friedrich Polakovics                                | Jörg Krichbaum     | 1974 |
| 14  | Montague Rhodes James     | Der Schatz des Abtes Thomas                            | Friedrich Polakovics                                |                    | 1970 |
| 15  | Howard Phillips Lovecraft | Der Fall Charles Dexter Ward                           | Rudolf Hermstein                                    |                    | 1971 |
| 16  | Howard Phillips Lovecraft | Berge des Wahnsinns                                    | Rudolf Hermstein                                    |                    | 1970 |
| 17  | Howard Phillips Lovecraft | Stadt ohne Namen                                       | Charlotte Gräfin von Klinckowstroem                 |                    | 1973 |
| 18  | Howard Phillips Lovecraft | Das Ding auf der Schwelle                              | Rudolf Hermstein                                    |                    | 1969 |
| 19  | Arthur Machen             | Die leuchtende Pyramide                                | Herbert Preissler                                   |                    | 1969 |
| 20  | Thomas Owen               | Wohin am Abend?                                        | Rein A. Zondergeld                                  | Rein A. Zondergeld | 1975 |
| 21  | Edgar Allan Poe           | Der Fall des Hauses Asher                              | Arno Schmidt & Hans Wollschläger                    |                    | 1972 |
| 22  | Jean Ray                  | Die Gasse der Finsternis                               | Willy Thaler                                        |                    | 1972 |
| 23  | Jean Ray                  | Malpertuis                                             | Rein A. Zondergeld                                  | Jörg Krichbaum     | 1974 |
| 24  | Clark Ashton Smith        | Saat aus dem Grabe                                     | Friedrich Polakovics                                |                    | 1970 |
| 25  | Clark Ashton Smith        | Der Planet der Toten                                   | Friedrich Polakovics                                |                    | 1971 |
| 26  | Herbert Russell Wakefield | Der Triumph des Todes und andere Gespenstergeschichten | Jörg Krichbaum                                      | Rein A. Zondergeld | 1975 |